# Glenoglossa
Glenoglossa – rodzaj ryb należących do plemienia Myrophini zawierającego się w podrodzinie Myrophinae, tworzącej wraz z podrodziną Ophichthinae rodzinę żmijakowatych (Ophichthyidae).

## Klasyfikacja
Gatunek zaliczany do tego rodzaju:
- Glenoglossa wassi